# Bảo quản thực phẩm

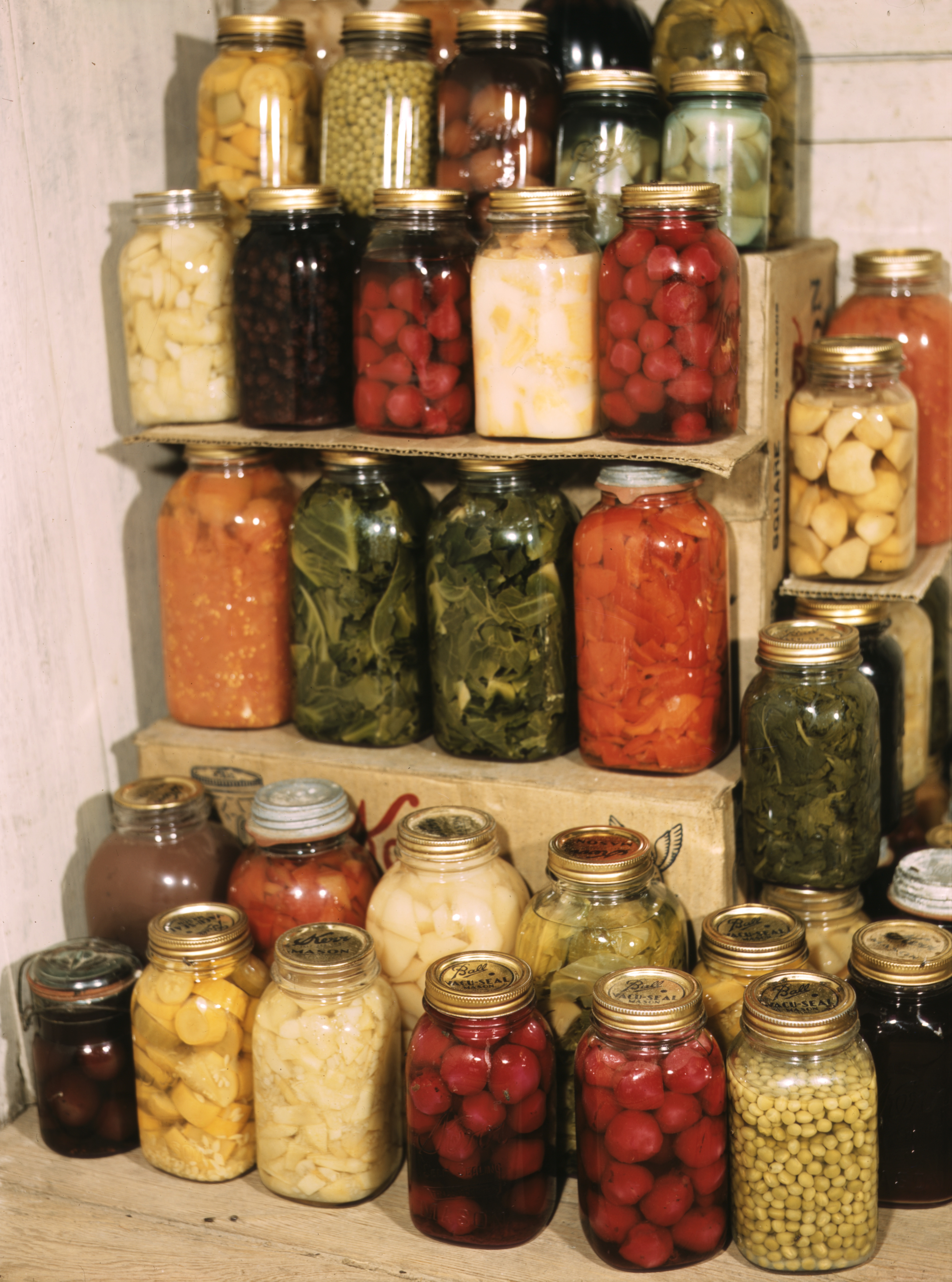
Các loại thức ăn được bảo quản

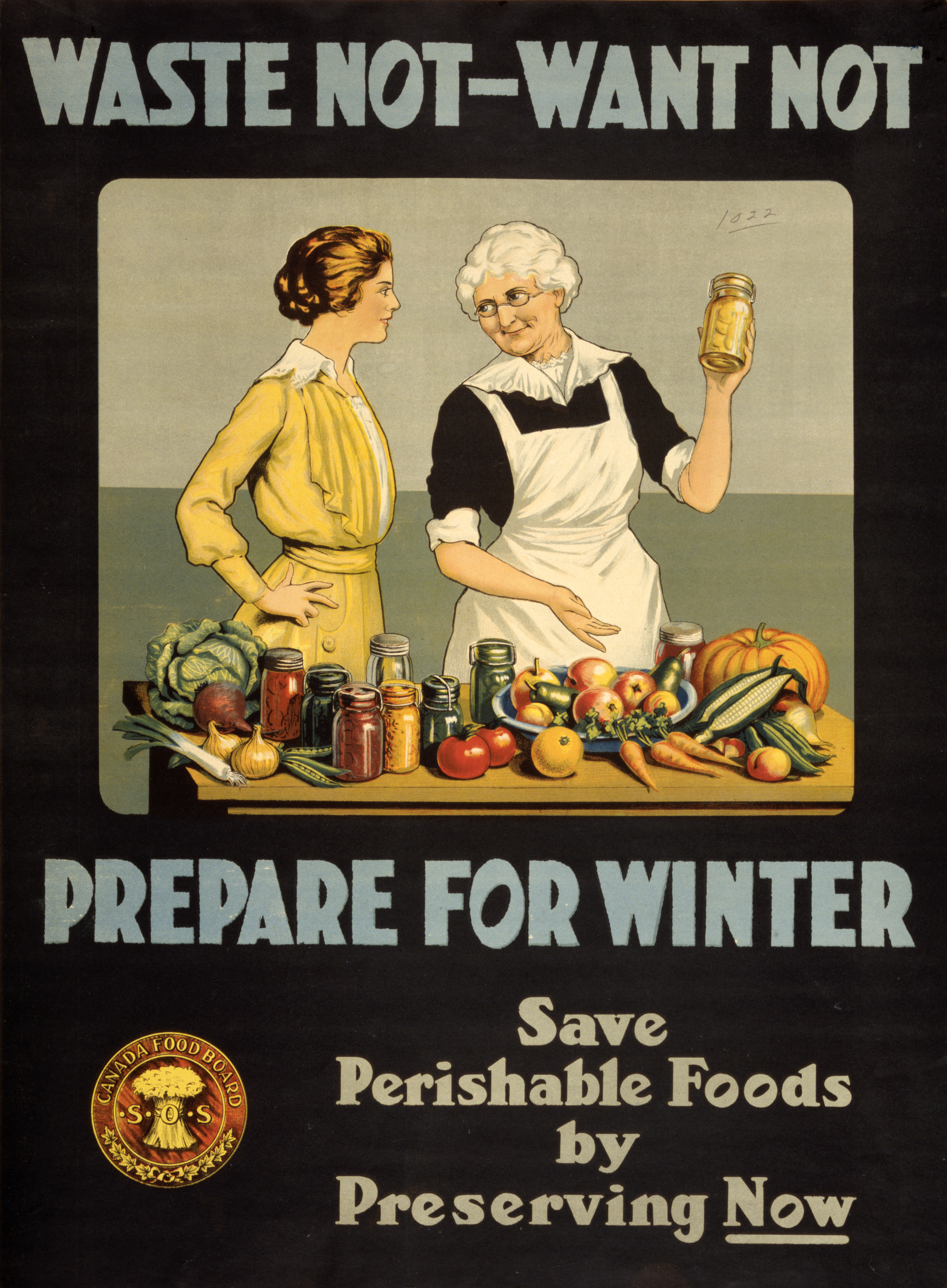
Áp phích của Canada trong chiến tranh thế giới thứ nhất, kêu gọi người dân bảo quản thực phẩm dự trữ cho mùa đông.

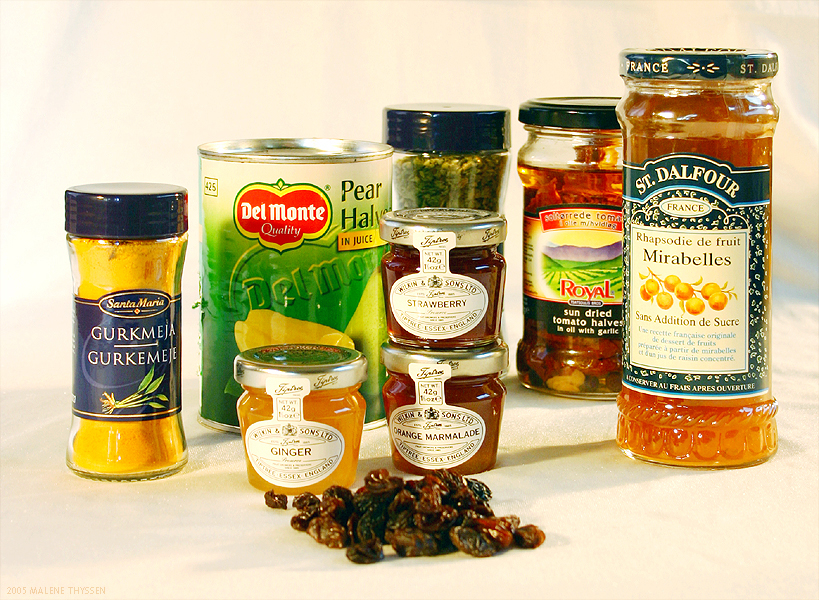
Một số thực phẩm được bảo quản

Bảo quản thực phẩm là quá trình xử lý thức ăn nhằm ngăn chặn hoặc làm chậm việc thức ăn bị hư hỏng (giảm chất lượng và giá trị dinh dưỡng hoặc không thể ăn được), nhờ đó thực phẩm giữ được lâu hơn.
Phương pháp bảo quản thường liên quan đến việc ngăn ngừa sự phát triển của vi khuẩn, nấm men, nấm mốc,...(mặc dù đôi khi người ta đưa vào thực phẩm các loại vi khuẩn và nấm lành tính để bảo quản) cũng như làm chậm quá trình oxy hóa của chất béo để tránh ôi thiu. Bảo quản thực phẩm còn bao gồm các quá trình kiềm chế sự suy giảm thẩm mỹ của thức ăn, ví dụ phản ứng hóa nâu bởi enzyme ở quả táo sau khi cắt, xảy ra trong khâu chuẩn bị thực phẩm.

## Các kỹ thuật truyền thống

### Phơi khô

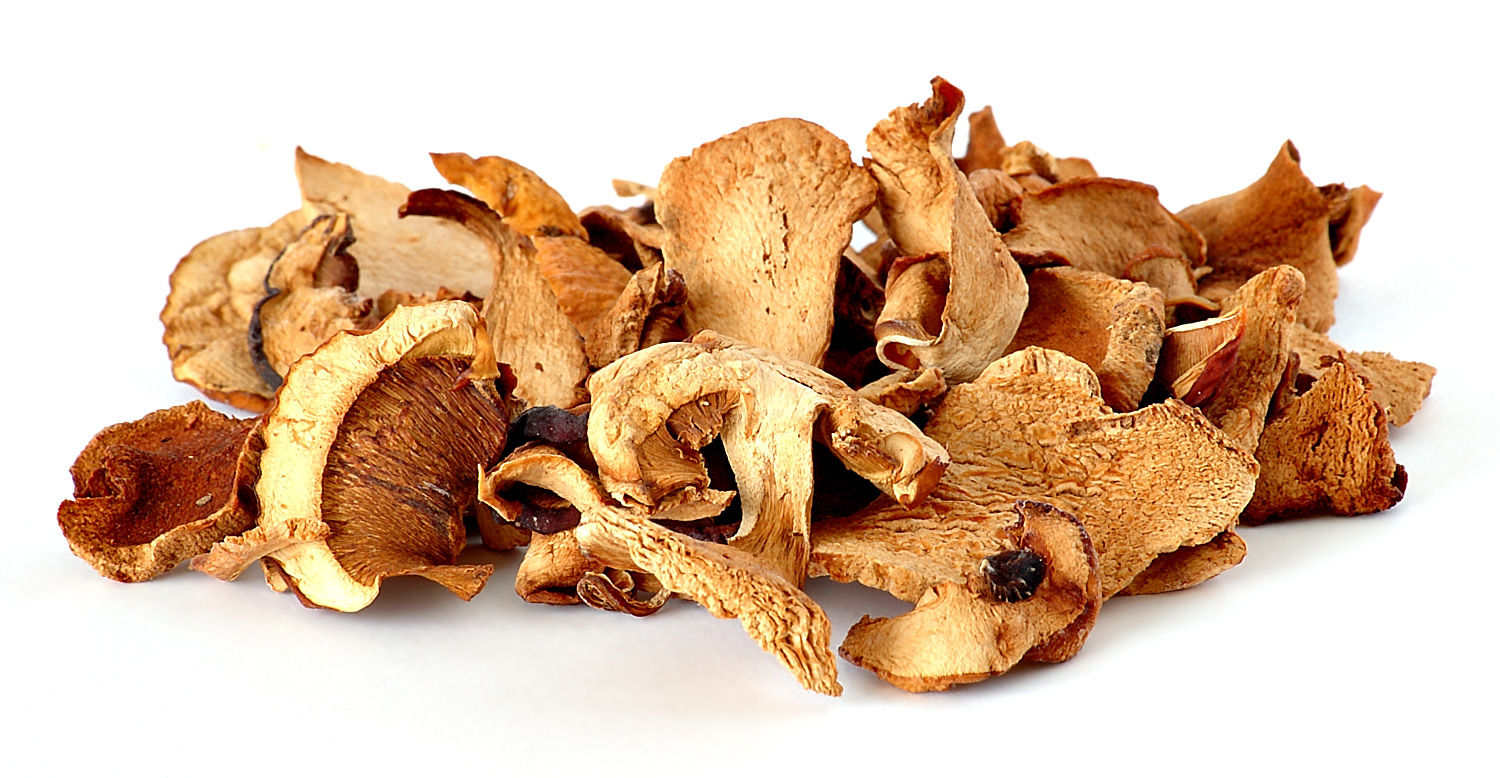
Nấm khô

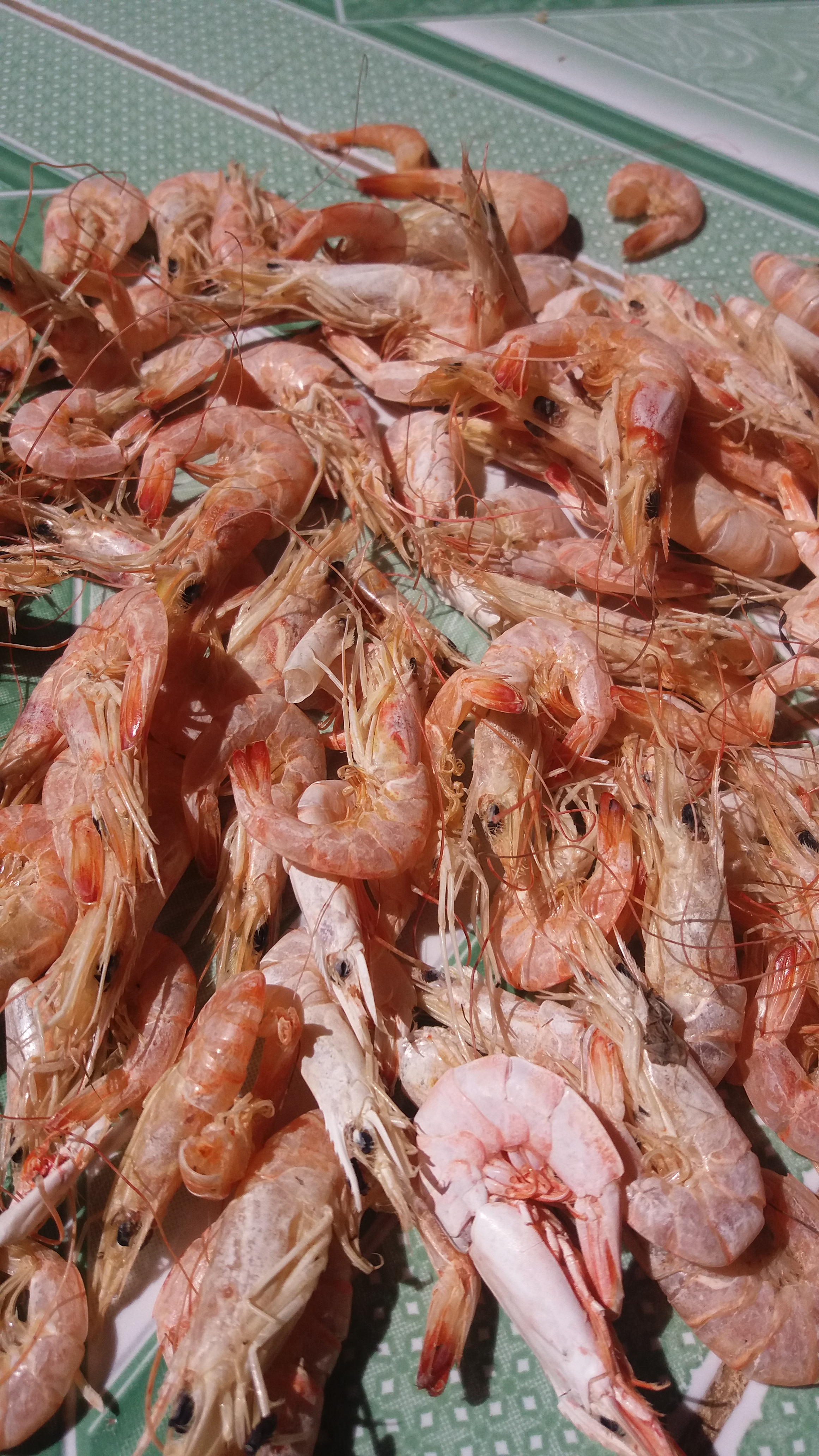
Tôm khô

Phơi khô là một trong những phương pháp bảo quản thực phẩm cổ xưa nhất. Nó làm giảm hoạt độ nước đủ để ngăn chặn hoặc trì hoãn sự phát triển của vi khuẩn.

### Làm lạnh
Làm lạnh giúp bảo quản thức ăn bằng cách làm chậm sự phát triển và sinh sôi của vi sinh vật cũng như các phản ứng của enzym gây thối rữa thực phẩm.
Đông lạnh là phương pháp bảo quản thực phẩm bằng cách hạ nhiệt độ nhằm biến nước trong thực phẩm thành đá do đó làm ngăn cản sự phát triển của vi sinh vật dẫn đến sự phân hủy của thực phẩm diễn ra chậm. Làm đông cũng giống như làm lạnh nhưng mà nhiệt độ làm đông thấp hơn làm lạnh.

### Ướp muối
Ướp muối là một phương pháp bảo quản và chế biến thức ăn bằng cách trộn chúng với muối ăn, nhờ vào khả năng ức chế vi sinh vật gây thối của muối ăn. Ngoài ra, muối ăn cũng có tác dụng làm giảm các ảnh hưởng của các enzym gây hư hỏng. Quá trình ướp muối có thể kết hợp với ướp nước đá lạnh.

### Ướp đường
Đường có tác dụng làm dịu vị mặn muối ăn, tạo điều kiện cho vi khuẩn lactic hoạt động, kìm hãm sự phát triển vi khuẩn gây thối.

### Muối chua
Muối chua là cách bảo quản thực phẩm tốt nhất bằng cách đặt hoặc nấu nó trong một chất ức chế phù hợp cho tiêu dùng của con người, điển hình như ngâm nước muối (nhiều muối), giấm, rượu và dầu thực vật, nhất là dầu ô liu nhưng cũng có nhiều loại dầu khác. Hầu hết các quá trình muối chua nào cũng liên quan đến việc nấu hoặc đun sôi để các thực phẩm bảo quản trở nên bão hòa với các chất dùng để muối chua. Các thực phẩm qua phương pháp muối chua cũng làm cho chúng trở nên khó tiêu hóa hơn.

## Kỹ thuật hiện đại

### Hút chân không
Môi trường chân không sẽ hạn chế tối đa oxy nhờ đó không gây ra phản ứng giữa oxy với thực phẩm. Nó ức chế sự phát triển của vi khuẩn giúp bảo quản thức ăn tốt hơn. Người ta sử dụng máy móc (máy hút chân không) hoặc các loại túi hút chân không để tạo ra một môi trường chân không và cho thực phẩm vào đó.

#### Ưu điểm
- Có thể bảo quản được tất cả các loại thực phẩm từ đồ khô đến đồ tươi, từ thực phẩm sống đến thực phẩm đã qua chế biến, từ dạng khối đến dạng lỏng, từ rau củ quả cho đến thịt cá.
- Thời gian bảo quản dài hơn so với tất cả các cách bảo quản trên. Nếu chúng ta nghĩ đông lạnh là cách bảo quản lâu nhất thì kéo dài thời gian gấp 2-3 lần.
- Bảo quản an toàn tuyệt đối thực phẩm không để vi khuẩn và các vật gây hại thâm nhập.
- Đặc biệt nó giúp bảo quản thực phẩm tươi ngon, đảm bảo hàm lượng dinh dưỡng nguyên vẹn. Đây là điều mà các cách trên không làm được.
- Tiết kiệm tối đa diện tích bảo quản và dễ dàng hơn khi vận chuyển thực phẩm
- Tiệt kiệm chi phí hơn so với các cách trên.

### Khử trùng
Khử trùng có thể thực hiện được bằng các phương pháp như dùng nhiệt, hóa chất, chiếu xạ, áp suất cao, và lọc hay có thể kết hợp nhiều yếu tố trên.